# Болдырев, Иван Михайлович
Иван Михайлович Болдырев (? — 28 июня (10 июля) 1819) — русский врач, доктор медицины, профессор Московской медико-хирургической академии.

## Биография
Окончил московское отделение Медико-хирургической академии с медалью и званием лекаря первого отделения (1812). Это был первый выпуск из московского отделения Медико-хирургической академии. Во время войны был в касимовском военном госпитале. В 1813 году был отозван из Духовщины в Москву и с октября 1813 года работал в академии репетитором по химии — вместе с  И.Е. Дядьковским, А.Л. Ловецким и Матвеем Вишняковым. В 1815 году получил степень доктора медицины и стал адъюнктом; в 1817 году, по выходе в отставку профессора анатомии Е.О. Мухина, Болдырев был назначен на его место экстраординарным профессором и преподавал анатомию до своей смерти. С 1818 года — ординарный профессор. 
Умер от туберкулёза.
Его диссертация на степень доктора медицины: «De caracteribus vitae vegetativae seг organicae principalibus ejusque praecipue et animalibus in homine differentia» была напечатана — Москва, 1815.